# نورا إبراهيم
نورا إبراهيم هي شاعرة وقاصة ليبية ولدت في شهر أغسطس عام 1968, في مدينة البيضاء.

## بدايتها
تحصلت نورا على الدبلوم العالي في تخصص الصيدلة عام 1989، ولديه تخصص ادبي في حياته وتخصصت شاعرة وقاصة وباحثة في التراث.
ولدى نورا عضوية في رابطة أدباء، وكتاب الجبل الأخضر بمدينة البيضاء بليبيا، وتحصلت على الترتيب الأول في مسابقة «الشعبيات المتقاربة»، الجبل الأخضر ليبيا 2007 عن مسابقة في القصة القصيرة.

## أعمالها
- مخطوطات: مخطوط (أصابع المطر) شعر، مخطوط قراءات أدبية، مخطوط نصفي ميت، مخطوط المرأة الليبية، مخطوط دروب خالية مجموعة قصص قصيرة جدا.
- بحوث: بحثا حول الأديب الليبي علي مصطفي المصراتي 2007م طرابلس، بحثا حول شاعر الخجل حسن السوسي 2008م بنغازي.
- كتب: كتاب خفقات، رقم الكتاب الدولي (ISBN978-9959-25-407-8).

## وصلات خارجية
- معلومات عن الشاعرة